# 川上千尋 (偶像)
川上千尋（日语：／ Kawakami Chihiro */?，1998年12月17日—），大阪出身，為NMB48的成員，亦身兼女演員、YouTuber的身份。所屬隊伍為平山Team N，經理人公司則為Showtitle。2025年6月12日晚上宣佈會於年底從NMB48畢業。

## NMB48經歷
2012年
- 12月23日，在4期生甄選中合格[1]。

2013年
- 2月1日，於研究生公演「青春女孩」中正式劇場出道。
- 6月5日，參與AKB48團研究生演唱會「早推得勝」（AKB48グループ研究生武道館公演「推しメン早い者胜ち」 ）。
- 6月8日，AKB48第5回總選舉，圈外。
- 6月19日發售的NMB48 7th單曲《我們的發現》限定劇場盤中，成為收錄的「彩姐」（さや姉）一曲研究生演唱者之一。
- 6月29日，AKB48第4回猜拳大會，NMB48研究生預備戰，一回戰擊敗西澤瑠莉奈，準決賽擊敗明石奈津子，惟決賽敗於鵜野瑞希。

2014年
- 「AKB48集團大組閣祭 ～時代在變。但是，我們也只能往前邁進！～」中昇格，分派到Team BII。
- 2月24日，「AKB48集團大組閣祭 ～時代在變。但是，我們也只能往前邁進！～」中從研究生昇格，並分派到上枝Team BII[2] 。
- 6月7日，AKB48第6回總選舉，圈外。
- 8月8日，AKB48第5回猜拳大會，NMB48預備戰，C-block，一回戰擊敗植田碧麗，準決賽擊敗久代梨奈，惟決賽敗於木下春奈。

2016年
- 2月，和山本彩、薮下柊、木下春奈一起被任命为日本職棒阪神虎TORACO啦啦隊隊員，以山本彩為隊長 [3]。
- 10月18日，在神戶世界紀念館「NMB48 6th Anniversary LIVE」的組閣上，由Team BII 改屬Team M。
- 12月28日，NMB48 16th單曲《除我之外的人》初為選拔成員。

2019年
- 1月1日元旦公演上重新組閣，與2期生石田優美被指派為Team N隊長及副隊長 [4]。

2020年
- 2月，原定在劇團EGU-SPLOSION舉辦的舞台劇《ANSWER》 [5]中擔演女主角，卻受2019冠状病毒病爆發而延期，及後官方宣佈中止 [6]。
- 4月，被任命為「甲子園美食大使」[7] 。
- 9月，在「難波鉄砲隊其之九」投票中獲得第6位，得以進入鉄砲隊選拔。

2021年
- 1月，NMB48宣佈舉行《NAMBATTLE》，並將原有的三個分隊改為六個分隊，並根據抽籤結果編入隊伍W1N-C。

2022年
- 1月1日，元旦公演上進行「大組閣」，NMB48重新劃分為三個分隊，川上被編入出口Team M，並被選為NMB48 26th《在戀與愛之間》單曲選拔成員。
- 2月，與30-DELUX OSAKA合作推出她首部音樂劇《SHAKES2022》，該劇由IKKAN編劇、金谷香堀執導。
- 3月27日，在羅姆劇場京都午公演中，在《NAMBATTLE2～J～》投票中取得第一，獲得了上新電機的廣告出演權，並與固定成員小嶋花梨、澀谷凪咲一同演出。此外亦在《NAMBATTLE2 ～愛～》個人戰中得票第一，並成為27th單曲《喜歡你的蟲》的Center[8]。

2023年
- 1月16日，被挑選為第四張專輯《DONE》的選拔成員。
- 4月28日，開設個人YouTube頻道「ちっひーTV」，主要製作及分享棒球相關的影片。
- 7月14日，重新組閣，從Team M分派至平山Team N。
- 8月7日，被選為NMB48 28th《渚最棒了!》單曲選拔成員。

2024年
- 3月21日，被選為NMB48 29th《這就是愛嗎？》單曲選拔成員。
- 4月上旬，上新電機續與NMB48合作，並繼續擔任2024年度的廣告選拔成員。
- 5月4日，在甲子園中舉行的比賽中出席開球儀式。
- 6月8日，在大阪ATC Hall出席NMB48 29th《這就是愛嗎?》單曲握手會。
- 8月4日，在橫濱國際平和會議場出席NMB48 29th《這就是愛嗎?》單曲握手會。

2025年
- 6月12日晚上，宣佈即將於2025年底從NMB48畢業。

## 個人經歷
從小學一年級開始學習花式溜冰，並獲得六級。得知在同一溜冰場學習的小芝風花轉投藝能界後，川上千尋也以此為目標。及後看到NMB48提供「費用全免」的學習課，因此參加了4期生甄選。 
川上亦為職棒阪神虎的忠實球迷 。在27th單曲選拔成員的17LIVE個人直播中表示最喜歡的球員應援歌曲是前阪神虎球員檜山進次郎和馬特·莫頓的應援歌曲。2022年9月11日，她在甲子園舉行的「阪神VS中日」賽事中擔任開球儀式的嘉賓。與阪神虎合作的官方商品亦已於2023年發售 。

## 演出

### 劇集
- 夜劇 閻魔堂沙羅的推理奇談（日语：閻魔堂沙羅の推理奇譚） 第5集（2020年11月28日， NHK綜合頻道） - 飾 中岡芽以
- 便利店★英雄們~已收到您的SOS!!~（日语：コンビニ★ヒーローズ〜あなたのSOSいただきました!!〜） 第2集（2022年10月19日，關西電視台， BS富士） - 飾 萌
- 偶像失格（日语：アイドル失格）（2024年1月13日 - 3月30日， BS松竹東急 ） - 飾 一之濑萌[12]

### 電影
- 飛翔吧！埼玉 〜來自琵琶湖的愛〜（2023年11月23日）[13]

### 廣告
- 上新電機（2022年4月 - ）

### 舞台劇
- Otona Project 第三十三弾 爆走大人小學生 第十五回全校集會「勇者セイヤンの物語〜ノストラダム男の大予言〜」（2021年1月29日 - 31日、COOL JAPAN PARK OSAKA TTホール）[14] - 飾 ソウコ ※中止
- 劇團EGU-SPLOSION「ANSWER」（2020年2月27日 - 3月1日、ABCホール / 3月4日 - 8日、シアターサンモール）[15] - 飾 ヒカリ ※中止
- Otona Project 第三十五彈 爆走大人小學生 第十六回全校集會「通靈學園～青春超能戰～」（2021年5月12日 - 16日、こくみん共済coopホール／スペース・ゼロ / 22日・23日、石川縣小松藝術劇場URARA） - 飾 滋味敦子[16][17]
- 30-DELUX OSAKA「ミュージカル シェイクス2022」（2022年2月4日 - 6日、近鐵藝術館） - 飾 江口メイ[18]
- 30-DELUX OSAKA「シェイクス2023 - KANSAI side -」（2023年2月8日 - 12日、近鐵藝術館）- 飾 苫米地蘭子[19][20]
- dysmic Entertainment「音樂劇 木偶奇遇記 〜繪本裡的我〜」（2023年10月19日 - 22日、ABC HALL）- 飾 皮諾丘[21][22]
- 最終幻想FINAL FANTASY BRAVE EXVIUS 幻影戰爭 THE STAGE（2024年2月23日 - 3月3日、ヒューリックホール東京） - 飾 瑪雪莉・霍倫[23]

## 外部連結
- NMB48公式サイト（川上千尋） （页面存档备份，存于）
- 吉本興業公式サイト （页面存档备份，存于）
- 川上千尋的X（前Twitter）
- 川上千尋的Instagram帳戶
- CHIHIRO's ROOM (川上千尋Room) （页面存档备份，存于）
- YouTube上的ちっひーTV頻道